# Noise (muziek)
Noise is een kunstmuziekstroming die wordt gekenschetst door de Engelse naam: noise betekent ruis. Het is vaak moeilijk te beluisteren muziek waarbij wordt gezondigd tegen alle regels die traditioneel in de muziek gelden. Veel geluiden van niet-muzikale bronnen worden gebruikt in noise-muziek.

## Geschiedenis

### Russolo
De eerste componist die zich bezighield met het verwerken van omgevingsgeluid in zijn composities was Luigi Russolo. Op 11 maart 1913 publiceerde de Italiaanse futuristische schilder, componist en muziekinstrumentenbouwer Luigi Russolo zijn futuristische manifest L'Arte dei rumori, en hetzelfde jaar bouwde hij instrumenten, die hij Intonarumori (lawaaimachines) noemde. Met deze instrumenten maakte hij muziek die in hoofdzaak gebaseerd was op industrieel geluid. In 1916 publiceerde hij het boek L'Arte dei rumori.

### Musique concrète
Het begrip musique concrète werd bedacht door Pierre Schaeffer in 1949. Hij doelde hiermee op ruis- en toonstructuren, die elektronisch nabewerkt en via luidsprekers worden weergegeven. In tegenstelling tot de elektronische muziek zijn de gebruikte materialen geen synthetische, maar 'realistische' geluiden uit de technische en natuurlijke omgeving zoals muziekinstrumenten of geluiden uit de natuur. Hiermee hoopte men een zekere levendigheid te behouden, die, volgens sommigen, bij de elektronische muziek ontbrak. Verdere methoden zijn in principe hetzelfde als de methoden die bij elektronische muziek gebruikt worden. Het opgenomen materiaal wordt elektronisch bewerkt door middel van knippen, plakken, transformatie en deformatie.

### Ambient en andere popmuziek
Men spreekt in de muziek ook wel van soundscape, indien de compositie zich voornamelijk richt op een klankkleur, waarbij elke muzikale structuur ontbreekt. In de ambient wordt dit veelal toegepast, maar ook in andere genres, zoals shoegaze, postrock en noise komt het vaak voor, meestal toegepast als intro van een muziekstuk of optreden.

## Noiserock
De term noise wordt tevens gebruikt voor het muziekgenre noiserock, dat is geïnspireerd op de stroming waar dit artikel over gaat.
Sinds The Velvet Underground in 1968 White Light/White Heat uitbracht zijn er veel rockbands geweest, met name in het no-wavegenre met onder anderen Glenn Branca, Rhys Chatham, Lydia Lunch, James Change en de daaruit voortvloeiende experimentele rock uit New York, die zich in hoofdzaak verdiepen in de noise, Sonic Youth, Swans. Een aantal nieuwe technieken werden door de technologie mogelijk gemaakt: audiofeedback, microfonische feedback, geprepareerde gitaar, third bridge, circuit bending en distortion. Men noemt het onderzoek naar deze vormen elektroakoestische muziek.